# باکتی
باکتی (به سانسکریت: भक्ति) به لحاظ ادبی به معنای عشق، فداکاری، جانسپاری، ایثار، دلبستگی است. در هندوئیسم برای رجوع به حالت عشق و سرسپردگی عابد (سرسپرده) به درگاه معبود الهی اش بکار می‌رود. در متون باستانی مانند شویتاش واتارا اوپانیشاد این اصطلاح صرفاً به معنای مشارکت، فداکاری و عشق در هر مجاهدت و تلاشی است، در حالی که در بهاگاوادگیتا یکی از مسیرهای ممکن معنوی با نام مسیر باکتی یا باکتی یوگا جهت رستگاری، موکشَه یا چرخه‌شکنی است.
بهاگاوادگیتا، باکتی یوگا را در ترکیب با کارما یوگا و جنانا یوگا معرفی می‌کند. در حالیکه بهاگاواتا پورانا با بسطی در باکتی یوگا، نه اصل و فعالیت خاص را برای باکتی یوگا برمی‌شمرد. باکتی یوگا بوسیله سوامی ویوکاناندا و سوامی شیواناندا بعنوان مسیر عشق و سرسپردگی سیستمایتک به اتحاد با ان یگانه متعال توصیف می‌شود. در فصول مختلف شامل ۱۲ فصل از بهاگاوادگیتا، کریشنا، باکتی یوگا را بعنوان یکی از مسیرهای متعال دستاورد معنوی برمی‌شمرد. در فصل ششم برای نمونه گیتا اینگونه در مورد باکتی یوگا صحبت می‌کند:
آن که در همه چیز مرا بیند و همه چیز را در من بیند هرگز از من جدا نشود؛ و من هرگز از او جدا نشوم؛ و آنکه در مقام یگانگی مرا که در همه هستی هستم بپرستد هر گونه زندگی کند با من باشد؛ و آن که در راحت و محنت دیگران خود را به جای آنان بیند یوگی کامل باشد. و از میان یوگیان آنکه روی دل در من کرده و دل در نیایش من بسته باشد، والاترین آنان است.